# Wiktor Nikolajewitsch Blinow
Wiktor Nikolajewitsch Blinow (russisch Виктор Николаевич Блинов; * 1. Januar 1945 in Omsk; † 9. Juli 1968 in Moskau) war ein sowjetisch-russischer Eishockeyspieler, der mit der sowjetischen Nationalmannschaft die Goldmedaille bei den Olympischen Winterspielen 1968 gewann.

## Karriere
Wiktor Blinow begann seine Karriere 1961 bei Spartak Omsk und debütierte im Februar 1962 für Spartaks Herrenmannschaft in der Klass A. 1963 stieg er mit dem in Aeroflot umbenannten Verein in die zweite Spielklasse ab. Insgesamt absolvierte er bis 1964 80 Partien für Omsk, in denen er 13 Tore erzielte, ehe er zu Spartak Moskau delegiert wurde. Mit Spartak gewann er 1967 die sowjetische Meisterschaft und bildete dabei mit Alexei Makarow ein Verteidigerduo. Diese Duo galt damals als eines der stärksten der Liga.
Insgesamt erzielte Wiktor Blinow in seiner Karriere 42 Tore in 190 Klass-A-Spielen.

### International
Am 26. Februar 1965 stand er in einem Spiel gegen Kanada zum ersten Mal für die sowjetischen Nationalmannschaft auf dem Eis. Seine internationale Karriere wurde mit der Goldmedaille bei den Olympischen Winterspielen 1968 gekrönt, die gleichzeitig als Welt- und Europameistertitel gilt. Für die Nationalmannschaft erzielte er zehn Tore in 32 Länderspielen. 1968 wurde er als Verdienter Meister des Sports der UdSSR ausgezeichnet.

### Tod und Ehrungen

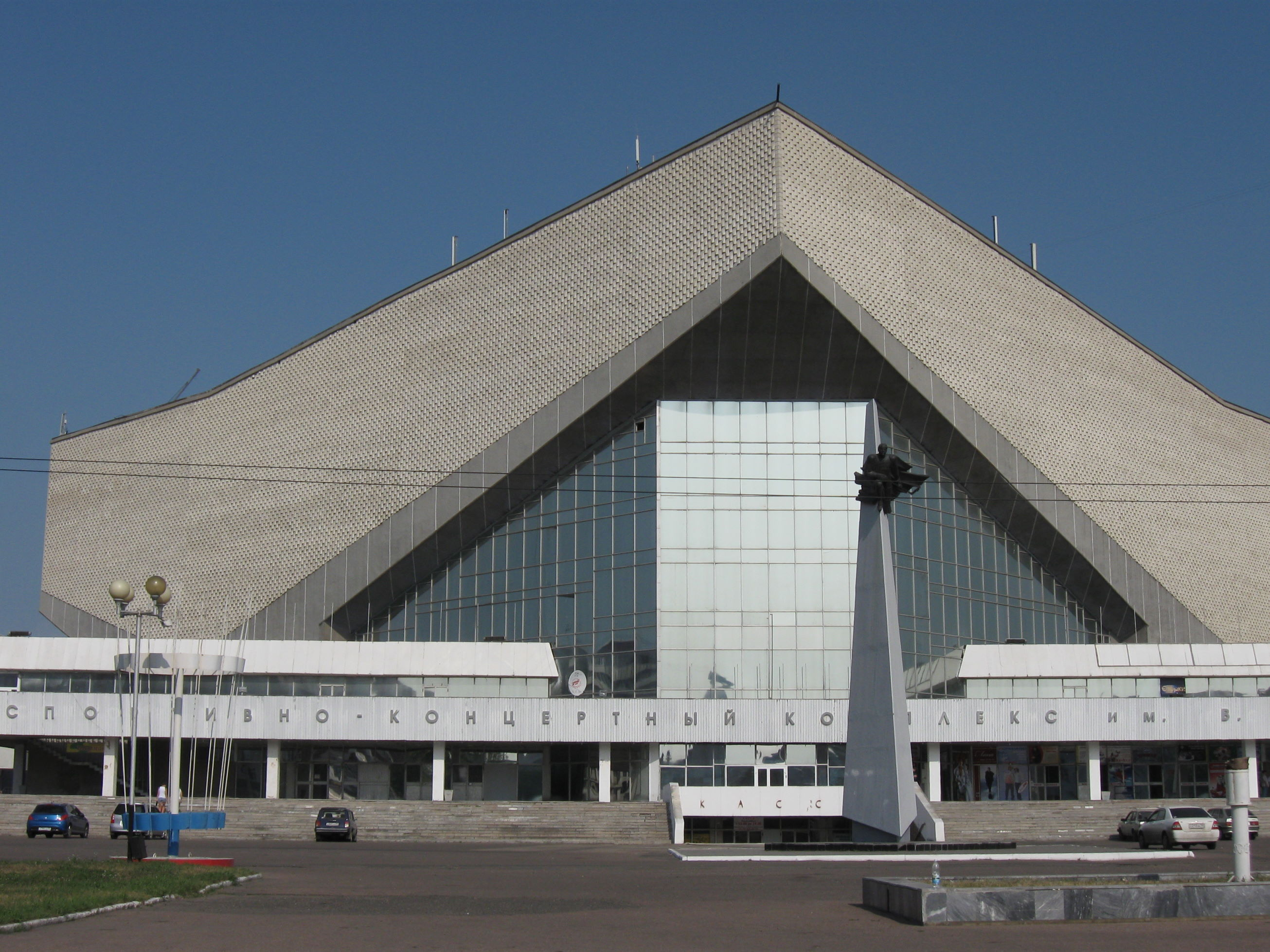
Das SKK Blinowa trägt Wiktor Blinows Namen seit 2011

Blinow hatte mit Alkoholproblemen zu kämpfen und trank ab einem Alter von 15 Jahren regelmäßig Alkohol. Am 9. Juli 1968 verstarb er im Alter von 22 Jahren an den Folgen eines Herzinfarkts, nachdem er während einer Trainingseinheit zusammengebrochen war. Er wurde auf dem Wagankowoer Friedhof in Moskau bestattet.
2001 wurde das damalige Eisstadion des HK Awangard Omsk im zu Ehren in SKK Blinowa umbenannt. Zudem wird im August ein jährliches Eishockeyturnier ausgetragen, das seinen Namen trägt. Seit Blinows Tod wird seine Trikotnummer #2 nicht mehr vom HK Awangard Omsk vergeben.

## Erfolge und Auszeichnungen
- 1965 Sowjetischer Vizemeister mit Spartak Moskau
- 1966 Sowjetischer Vizemeister mit Spartak Moskau
- 1967 Pokal-Finalist mit Spartak Moskau
- 1967 Sowjetischer Meister mit Spartak Moskau
- 1968 Goldmedaille bei den Olympischen Winterspielen
- 1968 Sowjetischer Vizemeister mit Spartak Moskau

## Karrierestatistik

### Internationale Wettbewerbe
(Legende zur Spielerstatistik: Sp oder GP = absolvierte Spiele; T oder G = erzielte Tore; V oder A = erzielte Assists; Pkt oder Pts = erzielte Scorerpunkte; SM oder PIM = erhaltene Strafminuten; +/− = Plus/Minus-Bilanz; PP = erzielte Überzahltore; SH = erzielte Unterzahltore; GW = erzielte Siegtore; 1 Play-downs/Relegation; Kursiv: Statistik nicht vollständig)